# Sơn ca Ash
Sơn ca Ash, tên khoa học Mirafra ashi, là một loài chim trong họ Alaudidae.
Đây là loài đặc hữu Somali. Môi trường sống tự nhiên của chúng là đồng cỏ đất thấp khô nhiệt đới hoặc cận nhiệt đới.